# Itäkeskus Station
Itäkeskus Station (finsk: Itäkeskuksen metroasema, svensk: Östra centrums metrostation) er en station på Helsinkis metro i området Itäkeskus i Øst-Helsinki. 
Den ligger 2,064 km fra Siilitie 1,922 kilometer fra Myllypuru og 1,042 km fra Puotila. Stationen er tegnet af Jaakko Ylinen og Jarmo Maunula og åbnede 1. juni 1982.
Itäkeskus er den eneste station på metroen med to perroner. På tog mod Vuosaari og Mellunmäki åbnes dørene i højre side.
En terminal for kollektivtrafik skal bygges ved siden af stationen og busstationen. Terminalen blir også endestation for letbanen fra Otaniemi.